# カビルド

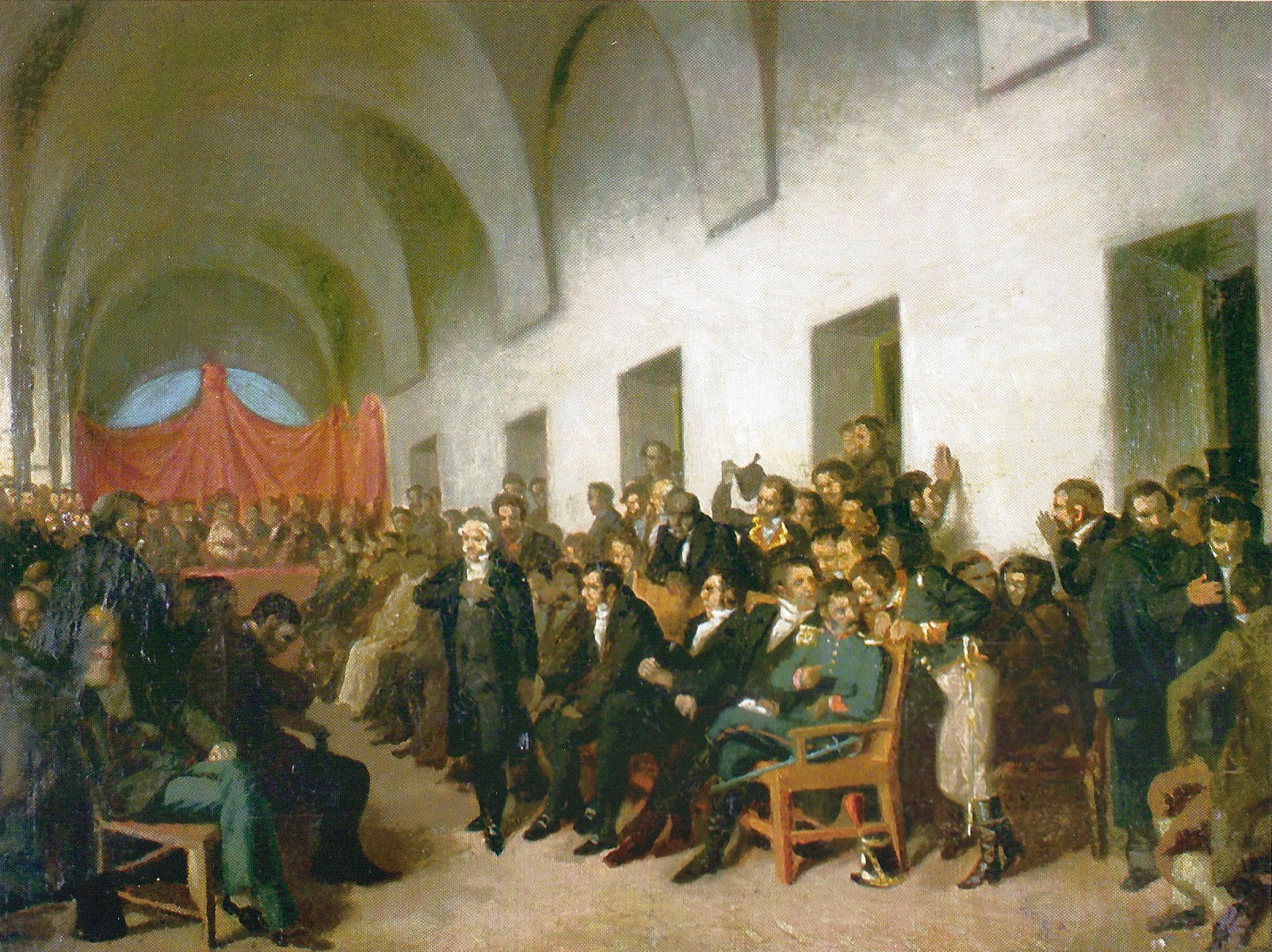
1810年のブエノスアイレスのカビルドの会合

カビルド(スペイン語: cabildo, スペイン語発音: [kaˈβildo])またはアユンタミエント(スペイン語: ayuntamiento, スペイン語発音: [aʝuntaˈmjento])は、かつてのスペイン領植民地の、主に都市など基礎自治体の行政を任務とした機関。日本語では市参事会と訳される。
カビルドは時に任命されたり選出されたりとまちまちだが、土地を所有するすべての世帯主の代表と考えられた。植民地のカビルドは、もともと中世のカスティーリャで発展していたものと本質的には同じである。カビルドは自治体(と世帯)の法定代理人であり、コンキスタドールが征服した当初から植民地に導入された。

## カビルドの発展

### イベリア半島
カスティーリャのカビルドは、古代ローマのムニキピウムやキウィタスに類似点が見られるが、中世に独自の発展をした。西ローマ帝国の崩壊と西ゴート王国の創立で、古代の地方自治政府は消失した。多くの地域で、周りの政治的不安定から脱出しようとして、人々は自らを大土地所有者に委託し、地主の保護のために兵役や労務を交換し始めた。この過程は最終的に荘園の成立と封建制につながった。かつての制度の残る場所(territorium)には、西ゴートの王が官吏を派遣した。ウマイヤ朝の時代になると、新たな支配者もまた、都市の問題を管理するさまざまな司法官を任命した。カーディーがシャリーア法のもとで裁判をし、サヒーブは都市生活の様々な分野(スークや警察など)を管理した。
カビルドはレコンキスタの過程で徐々に進化し始めた。要塞化された地域が都市の中心となったり、古い都市が拡大するキリスト教の王国(ポルトガル、レオン、カスティーリャ)に編入されたりするに従って、王(と時には地方の領主)は様々なレベルの自治権と独自の一連の法律(fueros)を都市に与え、古代のterritoriumに類似した行政の中心とした。一般的に自治体政府は、都市の財産を所有するすべての男性に開かれた評議会(consejo)と、王の代理として、また都市の防衛を組織するため任命された貴族で構成された。13世紀までに、これらの開かれた評議会は大きすぎて扱いにくくなり、カビルドやアユンタミエントというより小さな機構に代えられた。カビルドは都市の財産の所有者に選出された一定数のレヒドール(regidor、訳語は参事会員)で構成された。この新しい機構が14世紀終わりまで恒久的な形態をとった。同様の過程で、隣接するアラゴン王国でも異なる属性と構成の自治体の評議会の形態が発展した。

### スペイン領アメリカ

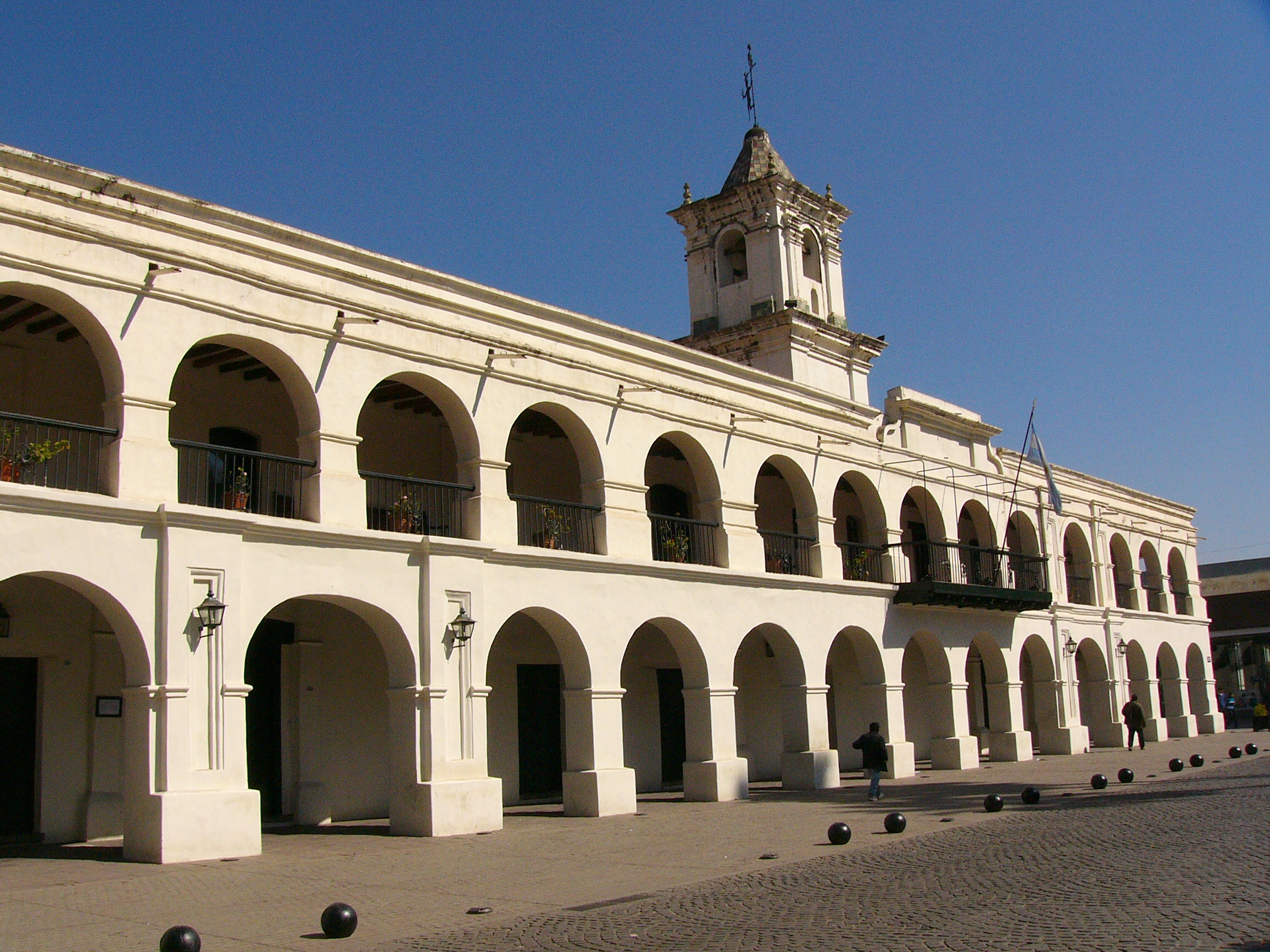
アルゼンチン、サルタのカビルド

スペインは、新大陸におけるインディオの行政府のスペイン化を目的として、1530年ごろからゴベルナドール(総督)という行政長の職を先住民のコミュニティに置き始めた。ゴベルナドールの職位は、当初カシケが兼任したが、16世紀半ばからは副王が任命したり、民選されたりするようになった。この過程と並行して、スペインの地方自治体(ムニシピオ)を参考にして先住民コミュニティの再編が行われ、その一環として16世紀半ばからカビルドが設置された。カビルドはゴベルナドールによって統括された。カビルドの機能の多くは、かつてのインディオ社会におけるトラトアニが果たしていたものであり、インディオにとっては全く新しいというものではなかった。ゴベルナドールやカビルドの権力は絶対的ではなく、コレヒドールや修道士がしばしば行政に介入した。
植民地では、民選のレヒドールの大半はエンコミエンドロであった。16世紀半ばまでに、カビルドの官職は売買されたり世襲されたりするようになった。クリオーリョは、より高い官職に就くことを許可されなかったが、カビルドのメンバーにはなることができた。

## 構成
理論上、アメリカ大陸とフィリピンのスペイン領植民地のすべての自治体にカビルドがあった。自治体は都市だけとは限らず、周辺の土地も含まれ、すべての土地は最終的には自治体に割り当てられた。通常カビルドは現地の法律を作り、アウディエンシアの長官(プレシデンテ)に報告した。カビルドはいくつかの官職で構成された。都市の大きさや重要性によって異なるが、4名から12名のレヒドールがいた。レヒドールたちは単に審議官であるだけではなく、彼らの間で業務を分割し、領地の行政を全て共有した。当初レヒドールはすべての世帯主から選出されたが、中世後期には、これらの選挙はしばしば暴力へと変わり、選挙を操作するために市民が徒党を組んだり、殺人さえ起こることもあった。これを最小限に抑えるべく、王は各都市に一定数の、あるいはすべてのレヒドールを任命するようになった。近代まで、スペイン本国と海外の両方で、民選と任命のレヒドールが混合したさまざまなカビルドが見られたが、最終的には王を直接代理してカビルドを主宰する官職としてコレヒドールが導入された。
カビルドには1名から2名の司法を担当する判事職としてアルカルデが置かれ、レヒドールによる秘密選挙で選出され、原則として再選は禁止された。アルカルデは刑事と民事事件の第一審の判事と、コレヒドールがいない時に限りカビルドの主宰者を務めた。カビルドにはその他に、警吏長、度量衡検査官、公共財産監視官、科料徴収官などの官吏がいた。都市間の地理的な隔たりや交通の不便さのために、カビルドは都市の経済活動の調整機関の役割も果たした。

## カビルド・アビエルト
都市の緊急時や災害時の場合の重要な問題に際しては、市民が参加するカビルド・アビエルト(cabildo abierto、直訳は公開参事会)が16世紀から使用された。公式の統治機関であるカビルドに対して、カビルド・アビエルトは大衆に様々な都市の問題について議論したり投票したりする機会を与えた。カビルド・アビエルトに招聘される市民は富裕層である傾向が高く、貧困層や、混血、先住民、女性、奴隷は参加できなかった。
初めてカビルド・アビエルトが開催されたのは、1541年6月10日にチリのサンティアゴであったと言われている。フランシスコ・ピサロがペルーで死亡したという噂に伴い、一連の会合により、ペドロ・バルディビアがチリ総督に選出された。
公職選挙をカビルド・アビエルトで行うケースも見られた。キューバでは、ハバナなどの都市で、1550年代の半ばまで、カビルド・アビエルトで公職の選挙が行われていた。総督が指名した1人に加えて、市民は2人の候補を提案することができた。さらにキューバの地方政府の一部であるレヒドーレスも2人の候補を立て、これら5名による選挙がカビルド・アビエルトで行われた。この種の公職選挙は、スペイン領のアンティリャス、パナマ、キト、リマ、サンティアゴ、クスコなどでは16世紀までしか続かなかったが、比較的民主的であったグアテマラ、カラカス、パンパロナ、ポトシ、ブエノスアイレス、アスンシオンといった他のスペイン領では、独自の職員のうち少なくとも一部はカビルド・アビエルト経由で選ばれた。
19世紀に多くの植民地がスペインから独立した時期には、多くの宣言がそれぞれのカビルド・アビエルトで行われた。ヌエバ・グラナダの首都では、1810年7月10日にカビルド・アビエルトで独立が宣言された。1811年12月22日ニカラグア、1810年5月21日のブエノスアイレス、1821年7月28日のペルーなどの例が挙げられる。
カビルド・アビエルトは今日でも、タウン・ミーティングのような形式で開催されている。最近ではアルゼンチンのエスペランサで2010年2月12日に開催された。アルゼンチン政府の高官が市民と議論するために会合に集まった。彼らはエスペランサ市民に税制と予算案を説明し、議論と質疑応答を行った。